# Emanuel W. Wilson

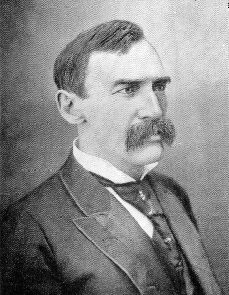
Emanuel W. Wilson

Emanuel Willis Wilson (* 11. August 1844 in Harpers Ferry, Virginia; † 28. Mai 1905 in Charleston, West Virginia) war ein US-amerikanischer Politiker und von 1885 bis 1890 der siebte Gouverneur des Bundesstaates West Virginia.

## Frühe Jahre und politischer Aufstieg
Emanuel Wilson wuchs in seiner Heimatstadt auf. Nachdem er sich selbst juristische Kenntnisse angeeignet hatte, machte er sein juristisches Examen. Im Jahr 1870 wurde er in das Abgeordnetenhaus von West Virginia gewählt. Im Jahr 1872 saß er dann für kurze Zeit im Staatssenat, ehe er wieder in das Unterhaus des Staatsparlaments zurückkehrte und dort von 1881 bis 1883 als Speaker amtierte. In dieser Zeit setzte er sich gegen die zunehmende Monopolbildung in der Industrie und Wirtschaft ein.

## Gouverneur von West Virginia
Im Jahr 1884 wurde Wilson als Kandidat der Demokratischen Partei zum Gouverneur gewählt, wobei er sich mit 52:48 Prozent der Stimmen gegen den Republikaner Edwin Maxwell, den ehemaligen Attorney General von West Virginia, durchsetzte. Seine Amtszeit begann am 4. März 1885. In dieser Zeit bekämpfte er die Monopolbildung und die Korruption, vor allem im politischen Bereich. Er war der einzige Gouverneur dieses Staates, der fünf Jahre amtierte. Der Grund war die umstrittene Gouverneurswahl des Jahres 1888.
Die beiden konkurrierenden Kandidaten Aretas B. Fleming für die Demokraten und Nathan Goff von der Republikanischen Partei trennten nur etwa 100 Stimmen. Der unterlegene Kandidat Fleming focht die Wahl dann in einigen Bezirken an und betrachtete sich als neuen Gouverneur. Da bis zum regulären Ablauf der Amtszeit von Wilson keine Entscheidung gefallen war, ließen sich sowohl Fleming als auch Goff von ihren Anhängern als Gouverneur vereidigen. Um die Sache noch komplizierter zu machen, beanspruchte der Senatspräsident Robert S. Carr in seiner Eigenschaft als Vertreter des Gouverneurs ebenfalls dieses Amt bis zur Klärung des Wahlausgangs. Das oberste Gericht entschied schließlich, dass der amtierende Gouverneur Wilson so lange im Amt verbleiben sollte, bis die Frage des Wahlausgangs geklärt sei. Im Januar 1890 erklärte die demokratische Mehrheit im Staatsparlament ihren Kandidaten Fleming zum Wahlsieger, der dann am 5. Februar 1890 sein Amt antreten konnte. An diesem Tag schied Wilson dann aus dem Amt aus. Eine ähnlich kuriose Situation sollte sich im Jahr 1946 in Georgia nach dem Tod von Gouverneur Eugene Talmadge wiederholen, als ebenfalls drei Kandidaten um das Amt des Gouverneurs stritten.

## Weiterer Lebenslauf
Nach dem Ausscheiden aus dem Amt des Gouverneurs bewarb sich Wilson im Jahr 1896 erfolglos um einen Sitz im US-Repräsentantenhaus: Er unterlag dem Republikaner Charles Dorr. Wilson war dann als Anwalt in Charleston tätig. Außerdem war er an mehreren geschäftlichen Unternehmungen beteiligt. Er starb im Jahr 1905.